# Fingers Crossed
 (avril 2020).
Si vous disposez d'ouvrages ou d'articles de référence ou si vous connaissez des sites web de qualité traitant du thème abordé ici, merci de compléter l'article en donnant les références utiles à sa vérifiabilité et en les liant à la section « Notes et références ».
Albums de Architecture in Helsinki
In Case We Die
(2005)
Fingers Crossed est un album studio du groupe de musique australien Architecture in Helsinki sorti le 9 février 2003 en Australie.

## Titres
1. One Heavy February (0:59)
2. Souvenirs (2:26)
3. Imaginary Ordinary (2:17)
4. Scissor Paper Rock (2:30)
5. To and Fro (2:33)
6. Spring 2008 (2:52)
7. The Owls Go (3:35)
8. Fumble (3:07)
9. Kindling (1:49)
10. It's Almost a Trap (2:22)
11. Like a Call (3:06)
12. Where You've Been Hiding (2:41)
13. City Calm Down (2:50)
14. Vanishing (4:13)